# Rudenka
Rudenka dawniej też Rudeńka – wieś w Polsce położona w województwie podkarpackim, w powiecie leskim, w gminie Olszanica.
W latach 1975–1998 miejscowość administracyjnie należała do województwa krośnieńskiego.

## Dzieje miejscowości Rudenka
1526 r. – w źródłach pojawia się po raz pierwszy wzmianka o wsi założonej na prawie wołoskim w sobieńskich dobrach Kmitów.
1580 r. – wieś przechodzi w ręce Stadnickich wraz z dobrami Sobieńskimi i jest wsią prywatną. XVII w. – miejscowość należała do Grochowskich.
1672 r. – podczas ostatniego już najazdu czambułów tatarskich Nuradyn-Soltana na Bieszczady we wsi ocalało tylko 4 domy, Ordyńcy ograbili i spalili wieś, a mieszkańców uprowadzili na wschód do niewoli. Miejscowość była wówczas własnością Bukowskich. XIX w. – wieś przechodzi w posiadanie Balów.
W połowie XIX wieku właścicielem posiadłości tabularnej w Rudence był Józef Jordan.
1921 r. – wieś liczyła 81 domów i 530 mieszkańców (408 greko-katolików, 
100 łacinników, 22 Żydów wyznania mojżeszowego).
1944 r. – 14 września z rejonu Manasterca i Gór Słonnych została wprowadzona do walki 237 dywizja 11 korpusu piechoty 4 Frontu Ukraińskiego. Nacierając na Uherce złamała ona opór Niemców na rubieży Bezmiechowa Dolna – Bezmiechowa Górna, posunęła się o 6 km i do końca dnia zdobyła Jankowce, Rudenkę i Olszanicę. Osiągnięcie przez 267 i 237 dywizje piechoty wyznaczonych rubieży rozszerzyło wyłom w obronie nieprzyjaciela do 12 km i umożliwiło wprowadzenie do walki sił głównych 11 korpusu piechoty z rubieży Lesko – Jankowce – Rudenka.
1945 r. – podczas spisu powszechnego ludności przeprowadzonego w dniu 10 stycznia przez sołtysa Michała Prystasza wykazano, iż we wsi mieszkało 248 osób dorosłych i 202 dzieci (wykazy imienne). – w czasie zabawy we wsi UPA schwytała komendanta UB z Leska. Podczas przesłuchania wydał całą siatkę informatorów w powiecie leskim. Podobno korzystając z jego dokumentów ciężko ranny dowódca sotni UPA „Burłaka” dwukrotnie leczył się w polskich szpitalach. – Według kolejnego spisu ludności z 13 VI we wsi wykazano: 190 osób dorosłych pow. 18 lat (19 Polaków i 171 Ukraińców) oraz 283 dzieci (12 Polskich i 271 Ukraińskich). Stosowano kryterium wyznaniowe. – do końca 1945 r. na mocy umowy o repatriacji ludności wysiedlono na wschód do USRR 42 osoby narodowości ukraińskiej. We wsi pozostało 30 rodzin mieszanych liczących 113 osób.
1947 r. – w maju podczas akcji Wisła 432 mieszkańców narodowości rusińskiej i ukraińskiej wysiedlono na tzw. Ziemie Odzyskane.

## Warto zobaczyć
Za szkołą na wzgórzu po prawej stronie drogi znajduje się zabytkowa drewniana cerkiew filialna 
z 1843 r. pw. Soboru Matki Bożej. Po 1947 r. użytkowana była jako magazyn zboża. Około 1970 r. zachowany był jeszcze kompletny ikonostas z XIX w oraz kilka starszych ikon z XVII – XVIII w.
W 1971 r. świątynię przekazano w użytkowanie łacińskiej parafii w Uhercach Mineralnych. W 1976 r. nastąpiła kradzież większości wyposażenia, a ostatnie 3 ikony sprzedano Muzeum Historycznemu w Sanoku. Ikonostas pozbawiony ikon przecięty został na trzy części. Środkową przesunięto w głąb prezbiterium i ustawiono ok. 1,5 m od tylnej ściany tworząc w ten sposób małą zakrystię. W nawie głównej XIX – wieczna polichromia z przedstawieniem św. Trójcy. Obok cmentarz cerkiewny pozbawiony nagrobków otoczony drzewami. - liczba wiernych obrządku gr. kat : 1890 – 420, 1918 – 437, 1938 - 545.
Źródło: Grupa Partnerska Zielone Bieszczady
Zabytki
- Cerkiew greckokatolicka pw. Soboru Bogurodzicy wzniesiona w 1843 r. Aktualnie jest to  kościół pw. Matki Bożej Nieustającej Pomocy. Budowla orientowana, konstrukcji zrębowej.